# Basedowstraße 3 (Magdeburg)

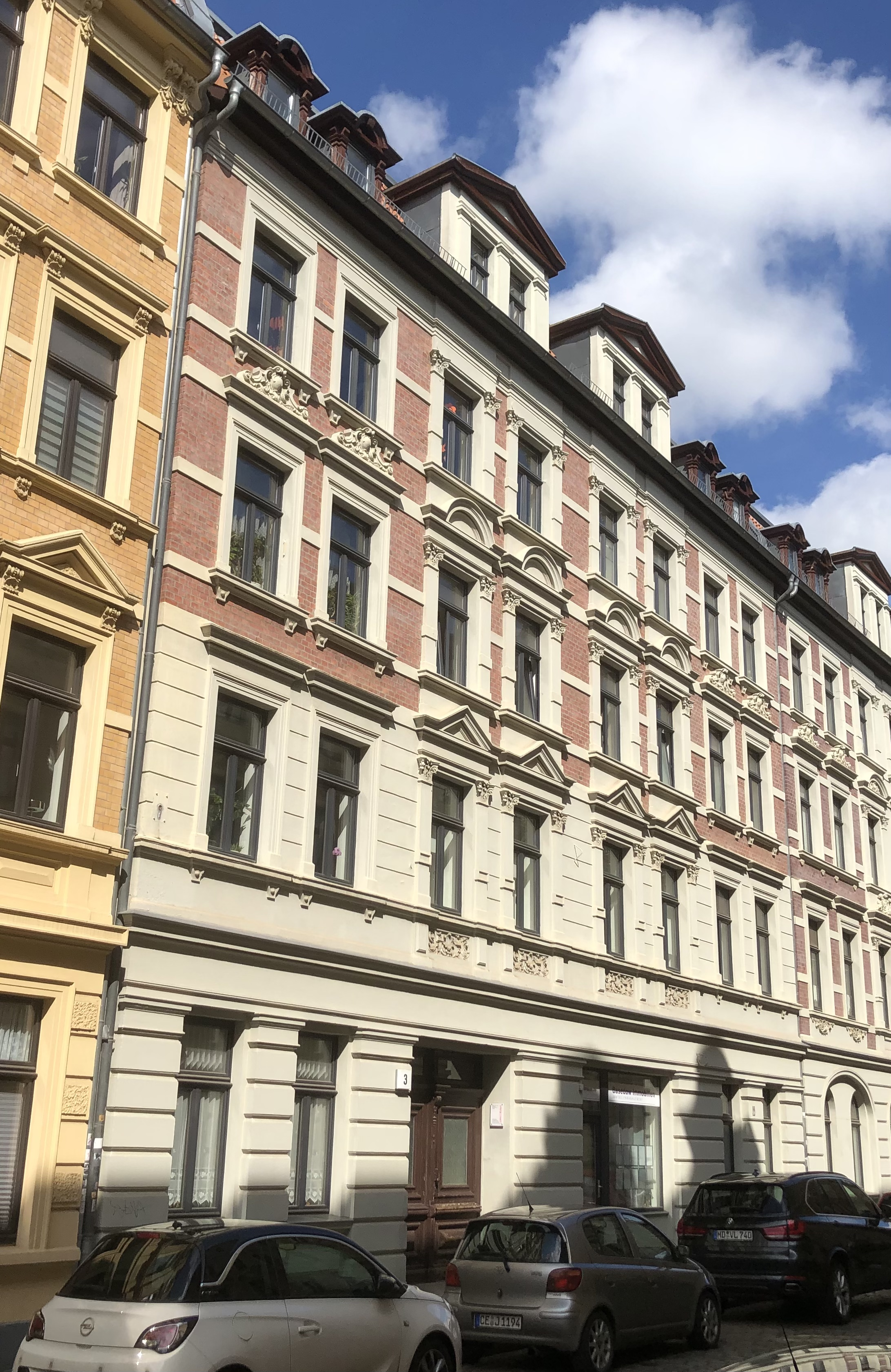
Basedowstraße 3 in Magdeburg, 2021

Das Gebäude Basedowstraße 3 ist ein denkmalgeschütztes Wohn- und Geschäftshaus in Magdeburg in Sachsen-Anhalt.

## Lage
Es befindet sich auf der Nordseite der Basedowstraße im Magdeburger Stadtteil Buckau. Unmittelbar westlich grenzt das gleichfalls denkmalgeschützte Haus Basedowstraße 1, östlich die Basedowstraße 5 an. Zugleich gehört es zum Denkmalbereich Basedowstraße.

## Architektur und Geschichte
Das viergeschossige Gebäude wurde im Jahr 1891 nach einem Entwurf Hoffmanns in Ziegelbauweise errichtet. Die Fassade des Hauses ist im Erdgeschoss und der darüber befindlichen Beletage mit einer Putzquaderung versehen. Außerdem besteht eine üppige Stuckverzierung in neobarocken Formen. 
Im örtlichen Denkmalverzeichnis ist das Wohnhaus unter der Erfassungsnummer 094 17762 als Baudenkmal verzeichnet.
Das Haus gilt als städtebaulich bedeutsam als Teil des gründerzeitlichen Straßenzugs.